# Мартинес, Кристиан (андоррский футболист)
Кри́стиан Марти́нес Але́хо (кат. Cristian Martínez Alejo; 16 октября 1989, Андорра-ла-Велья, Андорра) — андоррский футболист, полузащитник клуба «Атлетик Америка» и национальной сборной Андорры.

## Карьера

### Клубная
Выступает за ФК «Андорра» с 2009 года. В 2013 году перешёл в «Лузитанс». В сентябре 2013 года вместе с командой стал победителем Суперкубка Андорры, «Лузитанс» обыграл «Унио Эспортива Санта-Колома» со счётом (1:0). В сезоне 2014/15 стал лучшим бомбардиром чемпионата Андорры с 22 мячами.

### В сборной
В молодёжной сборной Андорры сыграл 6 матчей. Забил свой первый гол 7 сентября 2010 в ворота сборной Ирландии, и этот гол стал единственным голом сборной Андорры в отборочном цикле Евро-2012. За сборную Андорры провёл 29 матчей и забил 1 гол.

#### Голы за сборную Андорры
| # | Дата            | Стадион                                       | Соперник   | Результат | Соревнование              |
| - | --------------- | --------------------------------------------- | ---------- | --------- | ------------------------- |
| 1 | 7 сентября 2010 | «Авива», Дублин, Ирландия                     | Ирландия   | 1:3       | ОЧЕ-2012                  |
| 2 | 22 февраля 2017 | «Олимпийский», Серравалле, Сан-Марино         | Сан-Марино | 2:0       | Товарищеский матч         |
| 3 | 15 ноября 2018  | «Эстади Насьональ», Андорра-ла-Велья, Андорра | Грузия     | 1:1       | Лига наций УЕФА 2018/2019 |

## Достижения

### Командные
- Чемпион Андорры (2): 2014/15, 2015/16
- Финалист Кубка Андорры (2): 2014, 2015
- Обладатель Суперкубка Андорры (2): 2013, 2015

### Личные
- Лучший бомбардир чемпионата Андорры: 2014/15